# David O. Russell
David Owen Russell (20 de agosto de 1958) é um cineasta, roteirista e produtor de cinema estadunidense.
Indicado cinco vezes ao Oscar da Academia, entre seus filmes incluem The Fighter (2010), Silver Linings Playbook (2012) e American Hustle (2013).
O seu último filme foi em 2015 e teve o título de Joy, sendo uma cinebiografia da inventora Joy Mangano.

## Filmografia

### Diretor
- Spanking the Monkey (1994)
- Flirting with Disaster (1996)
- Three Kings (1999)
- I Heart Huckabees (2004)
- The Fighter (2010)
- Nailed (2011)
- Silver Linings Playbook (2012)
- American Hustle (2013)
- Joy (2015)
- Amsterdam (2022)